# Luziânia
Luziânia est une ville brésilienne de l'État de Goiás. Sa population était estimée à 191 139 habitants en 2014. La municipalité s'étend sur 3 962 km2.

## Maires
| Période | Période | Identité                  | Étiquette | Qualité |
| ------- | ------- | ------------------------- | --------- | ------- |
| 2009    | 2012    | Celio Antonio da Silveira | PSDB      |         |

## Sport
La ville dispose de son propre stade, le Stade Zequinha Roriz, dans lequel évolue le principal club de football de la ville, l'AA Luziânia.